# Патрауци (Сучава)
Патрауци (рум. Pătrăuţi) насеље је у Румунији у округу Сучава у општини Патрауци. Oпштина се налази на надморској висини од 413 m.

## Становништво
Према подацима из 2002. године у насељу је живело 4321 становника.

### Попис2002.
| Расподела становништва по националности 2002.‍ | Расподела становништва по националности 2002.‍ | Расподела становништва по националности 2002.‍ | Расподела становништва по националности 2002.‍ | Расподела становништва по националности 2002.‍ |
| --------------------------------------------- | --------------------------------------------- | --------------------------------------------- | --------------------------------------------- | --------------------------------------------- |
|                                               |                                               |                                               |                                               |                                               |
| Румуни                                        | Румуни                                        |                                               | 3.644                                         | 84,4%                                         |
| Роми                                          | Роми                                          |                                               | 665                                           | 15,4%                                         |
| други                                         | други                                         |                                               | 8                                             | 0,2%                                          |